# Ка'ала
Ка'ала або гора Ка'ала (гав. Kaʻala, вимовляється гавайською як: [kəˈʔɐlə]) — гора вулканічного походження, висотою 1227 метрів над рівнем моря, найвища вершина на острові Оаху, штат Гаваї, Сполучені Штати Америки. За іншими даними висота вершини становить 1231-1232 метри. Розташована між містами Галеїва та Ваяне.

## Географія

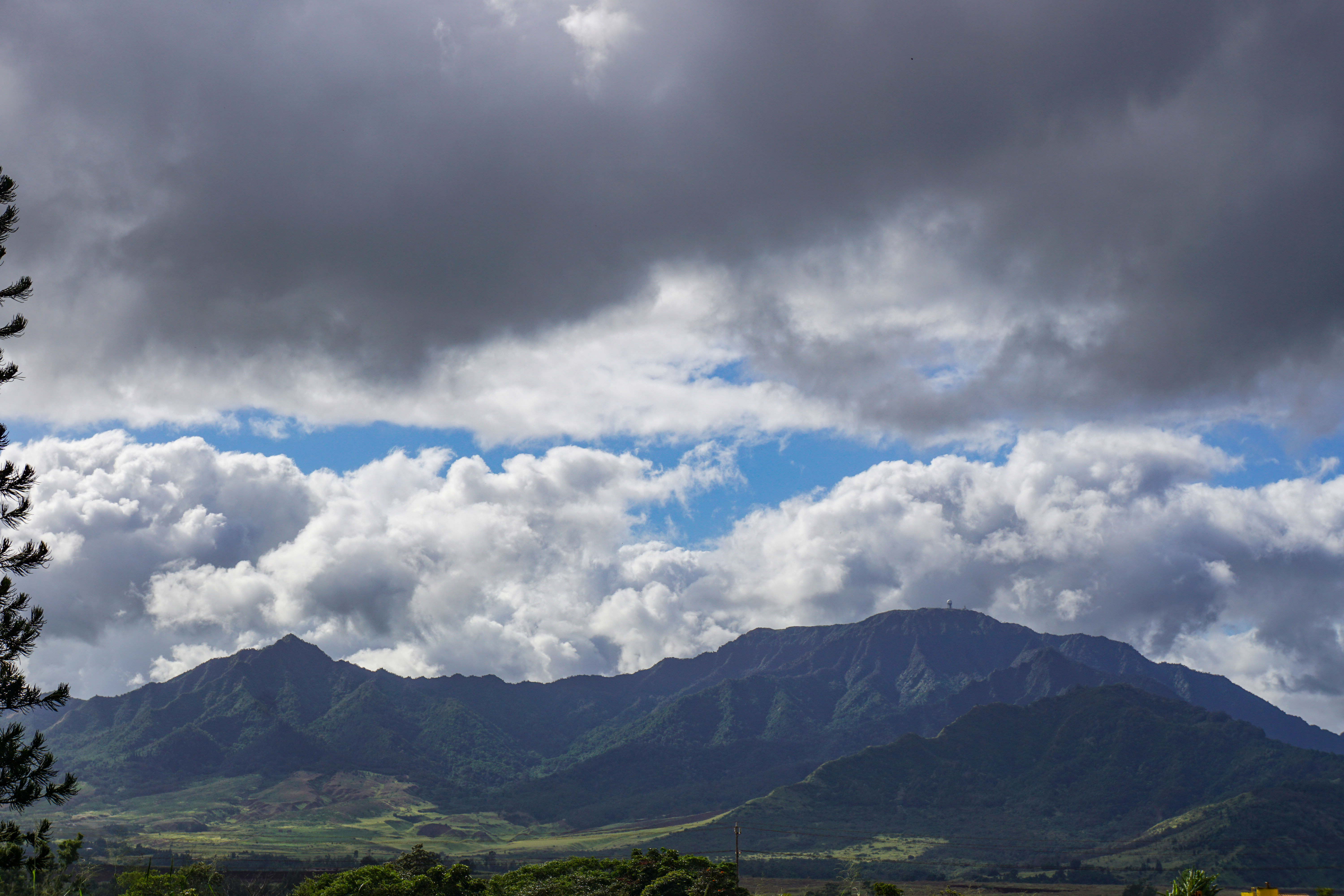
Панорама Ка'ала з плантації Доул.

Ка'ала — ерозійний згаслий щитовий вулкан на північно-західній стороні острова, вершина якого лежить приблизно за 9 км на схід від західного узбережжя острова і є частиною гірського хребта Ваяне. Вулкан розташований на початку долини Макага, має плоске заболочене напівкругле плато діаметром до 1,6 км.
Так як вершина є найвищою на острові Оаху, її абсолютна та відносна висота становлять 1227 метри над рівнем моря. Топографічна ізоляція вершини відносно найближчої вищої гори Пу'у Алі (гав. Puʻu Aliʻi, 1280 м), яка розташована на схід — південний схід, на острові Молокаї, становить 134,59 км.
Федеральне авіаційне управління США (FAA) підтримує в робочому стані на вершині гори станцію стеження, доступ до якої закритий для широкого загалу і яка охороняється підрозділом армії США, що дислокується біля підніжжя гори, у казармах Шофілда. Станцію стеження можна добре побачити здалеку як білу куполоподібну споруду.
До вершини веде стежка під назвою «Маунт Каала» (англ. Mount Kaala Road, якою здійснюються сходження туристів маршрутом довжиною у 11,4 км. Загалом маршрут вважається складним. Але це дуже популярне місце для спостережень за птахами, походів і прогулянок. Стежка відкрита цілий рік, і її можна відвідати будь-коли. Цікаво, що місцева влада, забороняє туристам брати з собою в похід собак.

## Геологія
Вік гори Ка'ала, яка класифікується як щитовий вулкан, за геохронологічною шкалою становить 3,9 Ma (млн. років). Вулкан був утворений гарячою точкою Гаваїв і за понад 3 млн років з тихоокеанською тектонічною плитою змістився майже на 400 км на захід — північний захід, а тим часом гаряча точка Гвавїв за останні 0,7 млн років утворила острів Гаваї з одним із наймасивніших вулканів Мауна-Кея (4207 м і загальною висотою 10 203 м, від підніжжя на океанічному дні до вершини). Вулканічна дуга/пояс — Гавайсько-Імператорський хребет.